# Інга Борг
Інґа Марія Борґ (швед. Inga Maria Borg; 25 серпня 1925, Стокгольм — 24 жовтня 2017, Швеція) — шведська художниця, ілюстраторка, карикатуристка, письменниця. Авторка книг для дітей та юнацтва.

## Життя та творчість
Інґа Марія Борґ народилася 25 серпня 1925 року в Стокгольмі. Була дочкою плавця Арне Борґа (Arne Borg, 1901—1981), 32-кратного чемпіона світу і п'ятикратного олімпійського чемпіона.
Освіту здобула у Стокгольмській академії мистецтв.
Першим чоловіком (з 1946) був письменник Ульф Граббстрем, вдруге одружилася в 1959 році з письменником Ларсом Бьоркманом.
Героєм багатьох її книг є вигаданий чоловічок із синім шарфом, якого звати Plupp і який вміє розмовляти з тваринами. 1970 року Інґа Борґ була відзначена премією Ельзи Бесков за серію книг про Plupp. Авторка писала також книги про тварин, займалася перекладами. Працювала з художницею-ілюстраторкою Evy Låås, часто сама ілюструвала свої книги.
Останньою виданою за життя письменниці книгою була Plupp och lodjuret, що вийшла друком 2005 року.
Інга Марія Борг померла 24 жовтня 2017 року після тривалої хвороби.

### Plupp
- 1955 — Plupp och renarna
- 1956 — Plupp bygger bo
- 1957 — Plupp gör en långfärd
- 1960 — Plupp och lämlarna
- 1964 — Plupp
- 1967 — Plupp reser till havet
- 1969 — Plupp och fågelberget
- 1971 — Plupp åker flotte
- 1972 — Plupp reser till Island
- 1977 — Plupp kommer till stan
- 1982 — Hemma hos Plupp
- 1982 — Vinter hos Plupp
- 1982 — Plupp och vårfloden
- 1982 — Plupp och midnattssolen
- 1983 — Plupp och hans vänner
- 1983 — Plupp och björnungarna
- 1983 — Plupp i storskogen
- 1986 — Plupp och havet
- 1986 — Plupp och tranorna
- 1986 — Plupp och vargen
- 1990 — Plupp och Tuva-Kari i Kolmåreskog
- 1991 — Plupp och all världens djur
- 1996 — Kalas hos Plupp
- 1997 — Plupp och renkalven
- 1998 — Plupp och älgen
- 2005 — Plupp och lodjuret

### Інші книги
- 1959 — Renen Parrak
- 1961 — Bamse Brunbjörn
- 1962 — Älgen Trampe
- 1963 — Svanen Vingevit
- 1964 — Micke Rödpäls
- 1966 — Tjirr
- 1966 — Agnetas ovanliga dag
- 1968 — Kiiris långa resa under solen
- 1968 — Agnetas dag med pappa
- 1971 — Tobby och Tuss i Vilda matilda
- 1971 — Djuren kring vårt hus
- 1973 — Igelkotten Tryne
- 1974 — Vargas valpar
- 1977 — Dagboksbilder från Island
- 1979 — I naturens riken
- 1981 — Giraffen kan inte sova
- 1982 — Lejonmorgon
- 1983 — När elefanterna dansar
- 1986 — Dagar med Simba
- 1989 — I Lejonland
- 1990 — Tassa berättar
- 1991 — Hund i Paris
- 1993 — Sommarlammet
- 1995 — Katten Matisse och hans hundar